# Iwan Andrejewitsch Konowalow
Iwan Andrejewitsch Konowalow (russisch Иван Андреевич Коновалов; * 18. August 1994 in Balaschicha) ist ein russischer Fußballtorwart.

## Karriere
Konowalow begann seine Karriere bei Spartak Moskau. Im Januar 2013 wechselte er in die Jugend von Amkar Perm. Im November 2013 stand er gegen den FK Kuban Krasnodar erstmals im Kader der Profis von Amkar, für die er jedoch nie zum Einsatz kommen sollte. Zur Saison 2014/15 wechselte er zum Drittligisten FK SKTschF Sewastopol. Auf der Krim kam er zu acht Einsätzen in der Perwenstwo PFL, ehe im Dezember 2014 alle Vereine der Halbinsel von der UEFA aus dem russischen Ligensystem ausgeschlossen wurden. Daraufhin wechselte Konowalow im Januar 2015 zum ebenfalls drittklassigen FK Astrachan. In Astrachan kam er zu 13 Drittligaeinsätzen.
Zur Saison 2015/16 wechselte der Torhüter nach Serbien zum Erstligisten FK Radnički Niš. Sein Debüt in der SuperLiga gab er im Dezember 2015 gegen den FK Čukarički. Dies blieb sein einziger Saisoneinsatz. Nach weiteren fünf Einsätzen für Radnički in der Hinrunde 2016/17 wechselte er im Januar 2017 zum Ligakonkurrenten FK Bačka. Für Bačka kam er bis Saisonende elfmal zum Einsatz. Im September 2017 wechselte Konowalow nach Belarus zum FK Tarpeda-BelAS Schodsina. In Schodsina kam er bis zum Ende der Spielzeit 2017 zu fünf Einsätzen in der Wyschejschaja Liha.
Nach weiteren sieben Einsätzen in der Saison 2018 kehrte er im Juli 2018 nach Russland zurück und schloss sich Rubin Kasan an. Bei den Tataren war er zunächst Ersatztorwart hinter dem Nationalspieler Soslan Dschanajew. Nachdem sich Dschanajew jedoch im August 2018 verletzt hatte, übernahm Konowalow seinen Platz im Tor Kasans. Dschanajew verließ den Verein in der Winterpause der Saison 2018/19. Nach der Winterpause hatte Konowalow zunächst das Nachsehen gegenüber dem dritten Tormann, Jegor Baburin, konnte ihn jedoch schnell wieder verdrängen. In der Saison 2018/19 kam er insgesamt zu 20 Einsätzen in der Premjer-Liga. Zur Saison 2019/20 verließ der nur leihweise in Kasan spielende Baburin den Verein und wurde durch Juri Djupin ersetzt. Gegen Djupin konnte sich Konowalow nicht durchsetzen und kam 2019/20 nie zum Einsatz. Im Februar 2021 wurde er an den Ligakonkurrenten Ural Jekaterinburg verliehen. Für Ural kam er bis zum Ende der Leihe zu einem Einsatz in der Premjer-Liga.
Zur Saison 2021/22 kehrte er wieder nach Kasan zurück. Dort stand er nach seiner Rückkehr allerdings nie mehr im Spieltagskader. Im Januar 2022 verließ Konowalow Kasan schließlich endgültig und wechselte nach Schottland zum FC Livingston. Im Februar 2023 wechselte er nach Kasachstan zu Tobyl Qostanai. Für Tobyl kam er in der Saison 2023 zu 16 Einsätzen in der Premjer-Liga. Im Januar 2024 kehrte Konowalow nach Russland zurück und schloss sich dem Erstligisten Baltika Kaliningrad an. Für Baltika kam er aber nie zum Einsatz, Kaliningrad stieg zu Saisonende aus dem Oberhaus ab.
Konowalow wechselte daraufhin zur Saison 2024/25 nach Aserbaidschan zum PFK Turan Tovuz.